# Algemene verkiezingen in Zambia (1991)
| Stemverhoudingen in % |
| --------------------- |
|                       |

De kiesdistricten gewonnen door Frederick Chiluba zijn blauw gekleurd; de districten gewonnen door Kenneth Kaunda zijn rood gekleurd.

De algemene verkiezingen in Zambia van 1991 waren vervroegde verkiezingen als gevolg van de afschaffing van het eenpartijstelsel in het najaar van 1990 Naast de United National Independence Party (UNIP) die sinds 1964 ononderbroken onder leiding van president Kenneth Kaunda aan de macht was geweest verschenen verschillende kleinere partijen die echter als gevolg van het districtenstelsel geen kans hadden op een zetel in het parlement. De Movement for Multiparty Democracy (MMD), waarin zich tal van oud-politici van de UNIP hadden verzameld en onder leiding kwam te staan van Frederick Chiluba werd gezien als de grote uitdager van de UNIP.

## Presidentsverkiezingen
President Kaunda besloot zich opnieuw kandidaat te stellen namens de UNIP, terwijl oud-vakbondsleider Chiluba als presidentskandidaat werd aangewezen door de MMD. Chiluba versloeg Kaunda met 75% van de stemmen, Kaunda bleef steken op 25%. Hiermee kwam er een einde aan het meer dan 25 jaar durende presidentschap van Kaunda. Overigens was de opkomst van 45% bijzonder laag te noemen.
| Kandidaat                         | Kandidaat                         | Partij                             | Stemmen   | %     |
| --------------------------------- | --------------------------------- | ---------------------------------- | --------- | ----- |
|                                   | Frederick Chiluba                 | Movement for Multiparty Democracy  | 972.605   | 75,76 |
|                                   | Kenneth D. Kaunda                 | United National Independence Party | 311.022   | 24,24 |
| Ongeldige stemmen/ blanco stemmen | Ongeldige stemmen/ blanco stemmen | Ongeldige stemmen/ blanco stemmen  | 41.531    | 3,24  |
| Totaal                            | Totaal                            | Totaal                             | 1.283.234 | 100   |
| Geregistreerde kiezers/ opkomst   | Geregistreerde kiezers/ opkomst   | Geregistreerde kiezers/ opkomst    | 2.931.909 | 45,1  |
| Bron: AED                         |                                   |                                    |           |       |

### Uitslagen per kiesdistrict
| Kiesdistrict                         | Electoraat | Opkomst % | Frederick Chiluba (MMD) | Frederick Chiluba (MMD) | Kenneth Kaunda (UNIP) | Kenneth Kaunda (UNIP) |
| Kiesdistrict                         | Electoraat | Opkomst % | Stemmen                 | %                       | Stemmen               | %                     |
| ------------------------------------ | ---------- | --------- | ----------------------- | ----------------------- | --------------------- | --------------------- |
| 1. Chisamba                          | 17.087     | 27,8      | 3.117                   | 68,3                    | 1.447                 | 31,7                  |
| 2. Katuba                            | 14.920     | 41,8      | 4.185                   | 68,9                    | 1.892                 | 31,1                  |
| 3. Keembe                            | 25.497     | 31,6      | 5.142                   | 65,8                    | 2.678                 | 34,2                  |
| 4. Bwacha                            | 30.963     | 49,9      | 11.578                  | 77,3                    | 3.408                 | 22,7                  |
| 5. Kabwe                             | 41.148     | 48,3      | 16.939                  | 87,1                    | 2.501                 | 12,9                  |
| 6. Kapiri Mposhi                     | 25.523     | 31,6      | 6.125                   | 78,3                    | 1.693                 | 21,7                  |
| 7. Mkushi North                      | 20.130     | 32,5      | 3.668                   | 58,7                    | 2.579                 | 41,3                  |
| 8. Mkushi South                      | 22.931     | 27,1      | 3.657                   | 62,1                    | 2.229                 | 37,9                  |
| 9. Mumbwa                            | 16.505     | 39,2      | 4.696                   | 74,8                    | 1.580                 | 25,2                  |
| 10. Mwembeshi                        | 14.532     | 40,9      | 4.524                   | 77,7                    | 1.300                 | 22,3                  |
| 11. Nangoma                          | 13.417     | 35,2      | 3.760                   | 82,7                    | 786                   | 17,3                  |
| 12. Chitambo                         | 9.002      | 31,8      | 1.958                   | 72,4                    | 746                   | 27,6                  |
| 13. Muchinga                         | 8.671      | 38,7      | 1.865                   | 57,2                    | 1.396                 | 42,8                  |
| 14. Serenje                          | 11.104     | 42,1      | 3.141                   | 70,0                    | 1.346                 | 30,0                  |
| Bron: Electoral Commission of Zambia |            |           |                         |                         |                       |                       |

## Nationale Vergadering

Zetelverdeling na de verkiezingen van 1991:
Movement for Multiparty Democracy: 125
United National Independence Party: 25
Benoemde leden: 8
Voorzitter (benoemd): 1

In aanloop naar de verkiezingen betoonden zowel de UNIP als de MMD zich voorstanders van economisch liberalisering wat onder meer de verkoop van de staatsbedrijven inhield. Chiluba (MMD) beschuldigde de UNIP er echter van uitsluitend uit noodzaak over te gaan tot de liberalisering van de economie, terwijl zijn eigen MMD er juist uit volle overtuiging voor koos. De MMD behaalde een grote overwinning op de UNIP en verkreeg 125 van de 150 te verdelen zetels. De UNIP bleef steken op 25. President Chiluba benoemde als nieuwgekozen staatshoofd negen aanvullende parlementariërs waaronder de voorzitter (Speaker) van de Nationale Vergadering. Tot voorzitter werd benoemd Robinson Nabulyato, die eerder van 1968 tot 1988 deze functie bekleedde.
| Partij                          | Partij                             | Zetels    | %      |
| ------------------------------- | ---------------------------------- | --------- | ------ |
|                                 | Movement for Multiparty Democracy  | 125       | 74,01  |
|                                 | United National Independence Party | 25        | 24,99  |
|                                 | Overige partijen                   | 0         | 1,00   |
| Benoemingen                     | Benoemingen                        | 9         |        |
| Totaal                          | Totaal                             | 159       | 100    |
| Geregistreerde kiezers/ opkomst | Geregistreerde kiezers/ opkomst    | 1.166.637 | 82,47% |
| Bron: AED                       |                                    |           |        |

## Verwijzingen
Presidentsverkiezingen: 1968 · 1973 · 1978 · 1983 · 1988 · 1991 · 1996 · 2001 · 2006 · 2008 · 2011 · 2015 · 2016 · 2021

Parlementsverkiezingen: 1968 · 1973 · 1978 · 1983 · 1988 · 1991 · 1996 · 2001 · 2006 · 2011 · 2016 · 2021

Referenda: 1969 · 2016